# Campeonato Sul-Americano de Clubes de Futebol de Salão de 2015
O Campeonato Sul-Americano de Clubes de Futebol de Salão de 2015 foi a 37ª edição do Campeonato Sul-Americano de Clubes de Futebol de Salão, é uma competição de Futebol de Salão entre clubes, disputado nas regras FIFUSA/AMF. Organizado pela Confederação Sul-Americana de Futebol de Salão, Confederação Nacional de Futebol de Salão  e Federação São Paulo de Futebol de Salão sob a chancela da Associação Mundial de Futsal - AMF. Foi realizado na cidade de Miguelópolis, no Brasil, entre os dias 10 de agosto a 16 de agosto de 2015.

## Participantes - Zona Sul
| País                  | Equipe                 | Classificação                                                     |
| --------------------- | ---------------------- | ----------------------------------------------------------------- |
| Argentina · (2 vagas) | Magallanes Ushuaia     | Campeão do Campeonato Argentino de Futebol de Salão de 2014.      |
| Argentina · (2 vagas) | Andes Talleres Mendoza | Vice-campeão do Campeonato Argentino de Futebol de Salão de 2014. |
| Brasil · (2 vagas)    | Miguelópolis           | Campeão da Taça 9 de Julho de Futebol de Salão de 2014.           |
| Brasil · (2 vagas)    | Sindpd São Paulo       | Campeão da Copa Brasil de Futebol de Salão de 2015.               |
| Paraguai · (2 vagas)  | Simón Bolivar Asunción |                                                                   |
| Paraguai · (2 vagas)  | Unasur Asunción        | Vice-campeão do Campeonato Paraguaio de Futebol de Salão de 2014. |
| Uruguai · (2 vagas)   | Jave Treinta y Tres    | Campeão do Campeonato Uruguaio de Futebol de Salão de 2014.       |
| Uruguai · (2 vagas)   | Los Abstêmios Mercedes | Vice-campeão do Campeonato Uruguaio de Futebol de Salão de 2014.  |

## Fase de grupos

### Grupo A
| Equipes       | Pts | J | V | E | D | GP | GC | SG |
| ------------- | --- | - | - | - | - | -- | -- | -- |
| Magallanes    | 6   | 3 | 3 | 0 | 0 | 13 | 7  | 6  |
| Unasur        | 4   | 3 | 2 | 0 | 1 | 20 | 11 | 9  |
| Sindpd        | 2   | 3 | 1 | 0 | 2 | 10 | 16 | -6 |
| Los Abstêmios | 0   | 3 | 0 | 0 | 3 | 8  | 17 | -9 |

| 11 de agosto de 2015 | Los Abstêmios | 0 - 3 | Magallanes                                                                           | Ginásio Túlio Guitarrari Moreira - Miguelópolis |
| 16:00 h.             |               |       | Mauricio Martinez 5' (1ºT) · Mauricio Martinez 13' (1ºT) · Marcelo Sanchez 12' (2ºT) | Árbitro: Leonardo Moura Israel Fernandes        |

Los Abstêmios: (19) Juan Urrutia, (11) Sebastian Barbazan, (9) Claudio Garcilazo, (2) Santiago Irigoite e (10) Paulo Batto ; (1) Gonzalo Rosso, (3) Jorge Nunes, (4) Guillermo Moranti, (5) Juan Rosales, (6) Martin Montiel , (7) Richard Burgos  e (8) Daniel Martinez. Técnico: Alvaro Polero.    
Magallanes: (1) Javier Ortega, (11) Mauricio Martinez, (7) Hugo Munoz, (5) Anibal Nunez e (15) Marcelo Sanchez; (20) Pedro Chavez, (4) Walter Hidalgo , (8) Dario Oarafioriti, (6) Juan Bareiro, (14) Natanael Silva, (9) Federico Martirena e (10) Victor Guala. Técnico: Alejandro Velazquez.  
| 11 de agosto de 2015 | Sindpd                                                       | 2 - 7 | Unasur | Ginásio Túlio Guitarrari Moreira - Miguelópolis |
| 19:00 h.             | Julio Cesar Feitosa 9' (1ºT) · Julio Cesar Feitosa 20' (2ºT) |       | Derlis Ruiz 15' (1ºT) · Dario Herrera 18' (1ºT) Pênalti · Adan Roman 1' (2ºT) · Dario Herrera 2' (2ºT) · Derlis Delfino 4' (2ºT) · Derlis Ruiz 10' (2ºT) · Alder Melgarejo 16' (2ºT) | Árbitro: Matias Carjemel Oscar Apai Kyju        |

Sindpd:(20) Rafael Miranda, (5) Julio Cesar Feitosa , (10) Alex da Silva, (9) Luiz Moura e (8) Edson Goda; (12) Marcelo Galo, (11) Ewerton Farias, (3) Cleber Keké, (4) Caio Cruz, (7) Fabrício Ramos, (13) Ederson Almeida e (15) Cesar Xavier. Técnico: Edmilson Vidotto. 
Unasur: (1) Derlis Delgado, (2) Derlis Delfino, (5) Alder Melgarejo, (10) Dario Herrera e (11) Adan Roman; (8) Cristian Barrios, (12) Alejandro Rivarola, (15) Richard Martinetti, (7) Willians Pereira, (4) Ciro Martins, (6) Luis Silveira e (9) Derlis Ruiz. Técnico: Carlos Riveros.  
| 12 de agosto de 2015 | Unasur | 5 - 6 | Magallanes | Ginásio Túlio Guitarrari Moreira - Miguelópolis |
| 16:00 h.             | Derlis Delgado 2' (1ºT) · Derlis Ruiz 10' (1ºT) · Ciro Martins 15' (1ºT) · Derlis Delfino 6' (2ºT) · Willians Pereira 10' (2ºT) |       | Walter Hidalgo 10' (1ºT) · Hugo Munoz 13' (1ºT) · Anibal Nunez 4' (2ºT) · Marcelo Sanchez 8' (2ºT) · Mauricio Martinez 16' (2ºT) · Anibal Nunez 17' (2ºT) | Árbitro: Toni Munhoz Sampaio Eduardo Ratinho    |

Unasur: (1) Derlis Delgado, (2) Derlis Delfino , (5) Alder Melgarejo, (10) Dario Herrera e (11) Adan Roman; (8) Cristian Barrios, (12) Alejandro Rivarola, (15) Richard Martinetti, (7) Willians Pereira, (4) Ciro Martins , (6) Luis Silveira e (9) Derlis Ruiz. Técnico: Carlos Riveros. 
Magallanes: (1) Javier Ortega, (11) Mauricio Martinez, (7) Hugo Munoz, (5) Anibal Nunez e (15) Marcelo Sanchez ; (20) Pedro Chavez, (4) Walter Hidalgo  , (8) Dario Oarafioriti, (6) Juan Bareiro, (14) Natanael Silva, (9) Federico Martirena e (10) Victor Guala. Técnico: Alejandro Velazquez.  
| 12 de agosto de 2015 | Sindpd | 6 - 5 | Los Abstêmios | Ginásio Túlio Guitarrari Moreira - Miguelópolis |
| 19:00 h.             | Luiz Moura 2' (1ºT) · Edson Goda 12' (1ºT) · Julio Cesar Feitosa 4' (2ºT) · Alex da Silva 5' (2ºT) · Luiz Moura 10' (2ºT) · Luiz Moura 12' (2ºT) |       | Santiago Irigoite 15' (1ºT) · Paulo Batto 5' (2ºT) · Paulo Batto 12' (2ºT) · Richard Burgos 12' (2ºT) · Santiago Irigoite 19' (2ºT) | Árbitro: Oscar Apai Kyju Matias Carjemel        |

Sindpd:(12) Marcelo Galo, (5) Julio Cesar Feitosa, (10) Alex da Silva , (9) Luiz Moura e (8) Edson Goda; (20) Rafael Miranda, (11) Ewerton Farias, (3) Cleber Keké, (4) Caio Cruz , (7) Fabrício Ramos , (13) Ederson Almeida e (15) Cesar Xavier. Técnico: Edmilson Vidotto.  
Los Abstêmios: (19) Juan Urrutia, (11) Sebastian Barbazan, (3) Jorge Nunes, (2) Santiago Irigoite e (10) Paulo Batto; (1) Gonzalo Rosso, (9) Claudio Garcilazo, (4) Guillermo Moranti, (5) Juan Rosales , (6) Martin Montiel, (7) Richard Burgos e (8) Daniel Martinez. Técnico: Alvaro Polero.    
| 13 de agosto de 2015 | Los Abstêmios                                                                | 3 - 8 | Unasur | Ginásio Túlio Guitarrari Moreira - Miguelópolis |
| 16:00 h.             | Santiago Irigoite 2' (1ºT) · Paulo Batto 8' (1ºT) · Daniel Martinez 4' (2ºT) |       | Derlis Delfino 4' (1ºT) · Willians Pereira 5' (1ºT) · Derlis Delfino 6' (1ºT) · Cristian Barrios 7' (1ºT) · Dario Herrera 8' (1ºT) · Willians Pereira 1' (2ºT) · Adan Roman 5' (2ºT) · Derlis Ruiz 8' (2ºT) | Árbitro: Israel Fernandes Eduardo Ratinho       |

Los Abstêmios: (19) Juan Urrutia, (11) Sebastian Barbazan, (9) Claudio Garcilazo, (2) Santiago Irigoite e (10) Paulo Batto; (1) Gonzalo Rosso, (3) Jorge Nunes, (4) Guillermo Moranti, (5) Juan Rosales, (6) Martin Montiel, (7) Richard Burgos e (8) Daniel Martinez. Técnico: Alvaro Polero.    
Unasur: (1) Derlis Delgado, (2) Derlis Delfino, (5) Alder Melgarejo, (10) Dario Herrera e (11) Adan Roman; (8) Cristian Barrios  , (12) Alejandro Rivarola, (15) Richard Martinetti, (7) Willians Pereira, (4) Ciro Martins, (6) Luis Silveira e (9) Derlis Ruiz. Técnico: Carlos Riveros.  
| 13 de agosto de 2015 | Magallanes | 4 - 2 | Sindpd | Ginásio Túlio Guitarrari Moreira - Miguelópolis |
| 19:00 h.             |            |       |        |                                                 |

Magallanes: (1) Javier Ortega, (11) Mauricio Martinez, (7) Hugo Munoz, (5) Anibal Nunez e (15) Marcelo Sanchez; (20) Pedro Chavez, (4) Walter Hidalgo, (8) Dario Oarafioriti, (6) Juan Bareiro, (14) Natanael Silva, (9) Federico Martirena e (10) Victor Guala. Técnico: Alejandro Velazquez. 
Sindpd:(12) Marcelo Galo, (5) Julio Cesar Feitosa, (10) Alex da Silva, (9) Luiz Moura e (8) Edson Goda; (20) Rafael Miranda, (11) Ewerton Farias, (3) Cleber Keké, (4) Caio Cruz, (7) Fabrício Ramos, (13) Ederson Almeida e (15) Cesar Xavier. Técnico: Edmilson Vidotto.  

### Grupo B
| Equipes        | Pts | J | V | E | D | GP | GC | SG |
| -------------- | --- | - | - | - | - | -- | -- | -- |
| Simón Bolivar  | 5   | 3 | 2 | 1 | 0 | 6  | 4  | 2  |
| Miguelópolis   | 4   | 3 | 1 | 2 | 0 | 7  | 6  | 1  |
| Andes Talleres | 3   | 3 | 1 | 1 | 1 | 9  | 7  | 2  |
| Jave           | 0   | 3 | 0 | 0 | 3 | 4  | 9  | -5 |

| 11 de agosto de 2015 | Andes Talleres                                   | 2 - 3 | Simón Bolivar                                                             | Ginásio Túlio Guitarrari Moreira - Miguelópolis |
| 17:30 h.             | Paez Martín 8' (2ºT) · Giordanino Juan 18' (2ºT) |       | Arnaldo Baez 7' (1ºT) · Ezequiel Lopez 8' (1ºT) · Ezequiel Lopez 6' (2ºT) | Árbitro: Horácio da Silveira Willson Silva      |

Andes Talleres: (1) Federico Pérez, (2) Martinez Rodrigo, (5) Garay Pablo, (6) Ghiotti Matías e (8) Paez Martín; (17) Giordanino Juan, (18) Rodrigues Pablo, (10) Villodas Juan, (11) Genesy Martin, (14) Pascual Marcos, (19) Ferro Leonel e (20) Luvello Ignacio. Técnico: Gabriel Roblego.    
Simón Bolivar: (1) Cristian Garcete, (4) Andres Lopez , (6) Cristian Azcona, (7) Hugo Delgado e (8) Arnaldo Baez ; (9) Arnold Vazquez, (5) Ariel Zarate, (3) Ezequiel Lopez, (12) Ariel Fatecha, (10) Alexander Caceres, (2) Jorge Martinez e (11) Wilmer Pereira. Técnico: Saul Santander.  
| 11 de agosto de 2015 | Miguelópolis                                                                       | 3 - 2 | Jave                                               | Ginásio Túlio Guitarrari Moreira - Miguelópolis |
| 20:30 h.             | Eder da Silva 7' (1ºT) · Jeferson da Silva 18' (1ºT) · Wellyngton Moraes 17' (2ºT) |       | Marcelo Correa 5' (2ºT) · Fernando Correa 8' (2ºT) | Árbitro: Jorge Pa Gonzalez Concepcion Ayala     |

Miguelópolis: (12) Lucas Barbosa, (3) Aricleiton Elias, (14) Wellyngton Moraes, (16) Jeferson Souza e (8) Jeferson da Silva ; (1) Wekisley Gomes, (17) Leandro de Oliveira, (4) Lucas da Silva, (20) Marcos de Souza, (6) Eder da Silva , (2) Wilson da Silva e (9) Leandro Ferreira. Técnico: Dengo Ferreira.
Jave: (1) Agusto Santos, (2) Sebastian Carrasco  , (7) Fernando Correa, (10) Elio Hernandez Mincho e (8) Marcelo Correa; (3) Camilo Ramires, (6) Matias Abella , (9) Bruno Leliz, (4) Juan Punales, (17) Eduardo Alvarez, (12) Mauricio Mier e (14) Carlos Timm . Técnico: Oscar Arada.
| 12 de agosto de 2015 | Jave | 0 - 1 | Simón Bolivar         | Ginásio Túlio Guitarrari Moreira - Miguelópolis |
| 17:30 h.             |      |       | Arnaldo Baez 9' (1ºT) | Árbitro: Israel Fernandes Leonardo Moura        |

Jave: (1) Agusto Santos, (2) Sebastian Carrasco , (7) Fernando Correa , (10) Elio Hernandez Mincho  e (8) Marcelo Correa; (3) Camilo Ramires, (6) Matias Santos, (9) Bruno Leliz, (4) Juan Punales, (17) Eduardo Alvarez, (12) Mauricio Mier e (14) Carlos Timm . Técnico: Oscar Arada. 
Simón Bolivar: (1) Cristian Garcete, (4) Andres Lopez, (6) Cristian Azcona, (7) Hugo Delgado e (8) Arnaldo Baez ; (9) Arnold Vazquez, (5) Ariel Zarate, (3) Ezequiel Lopez , (12) Ariel Fatecha, (10) Alexander Caceres, (2) Jorge Martinez e (11) Wilmer Pereira. Técnico: Saul Santander.  
| 12 de agosto de 2015 | Miguelópolis                                      | 2 - 2 | Andes Talleres                                   | Ginásio Túlio Guitarrari Moreira - Miguelópolis |
| 20:30 h.             | Jeferson Souza 4' (1ºT) · Eder da Silva 13' (1ºT) |       | Garay Pablo 5' (1ºT) · Giordanino Juan 14' (2ºT) | Árbitro: Horácio da Silveira Jorge Pa Gonzalez  |

Miguelópolis: (12) Lucas Barbosa, (6) Eder da Silva, (14) Wellyngton Moraes  , (16) Jeferson Souza  e (8) Jeferson da Silva ; (1) Wekisley Gomes, (17) Leandro de Oliveira, (4) Lucas da Silva, (20) Marcos de Souza, (3) Aricleiton Elias, (2) Wilson da Silva e (9) Leandro Ferreira . Técnico: Dengo Ferreira. 
Andes Talleres: (1) Federico Pérez , (2) Martinez Rodrigo, (5) Garay Pablo, (17) Giordanino Juan e (8) Paez Martín; (6) Ghiotti Matías, (18) Rodrigues Pablo, (10) Villodas Juan , (11) Genesy Martin, (14) Pascual Marcos, (19) Ferro Leonel e (20) Luvello Ignacio. Técnico: Gabriel Roblego.
| 13 de agosto de 2015 | Andes Talleres | 5 - 2 | Jave | Ginásio Túlio Guitarrari Moreira - Miguelópolis |
| 17:30 h.             |                |       |      |                                                 |

Andes Talleres: (1) Federico Pérez, (2) Martinez Rodrigo, (5) Garay Pablo, (6) Ghiotti Matías e (8) Paez Martín; (17) Giordanino Juan, (18) Rodrigues Pablo, (10) Villodas Juan, (11) Genesy Martin, (14) Pascual Marcos, (19) Ferro Leonel e (20) Luvello Ignacio. Técnico: Gabriel Roblego. 
Jave: (1) Agusto Santos, (2) Sebastian Carrasco, (7) Fernando Correa, (10) Elio Hernandez Mincho e (8) Marcelo Correa; (3) Camilo Ramires, (6) Matias Santos, (9) Bruno Leliz, (4) Juan Punales, (17) Eduardo Alvarez, (12) Mauricio Mier e (14) Carlos Timm. Técnico: Oscar Arada.  
| 13 de agosto de 2015 | Simón Bolivar                                     | 2 - 2 | Miguelópolis                                           | Ginásio Túlio Guitarrari Moreira - Miguelópolis |
| 20:30 h.             | Ariel Zarate 17' (1ºT) · Arnold Vazquez 19' (2ºT) |       | Jeferson da Silva 4' (1ºT) · Leandro Ferreira 1' (2ºT) | Árbitro: Matias Carjemel Oscar Apai Kyju        |

Simón Bolivar: (1) Cristian Garcete, (4) Andres Lopez , (6) Cristian Azcona, (7) Hugo Delgado e (8) Arnaldo Baez; (9) Arnold Vazquez , (5) Ariel Zarate, (3) Ezequiel Lopez, (12) Ariel Fatecha, (10) Alexander Caceres, (2) Jorge Martinez e (11) Wilmer Pereira. Técnico: Saul Santander.   
Miguelópolis: (12) Lucas Barbosa, (3) Aricleiton Elias, (14) Wellyngton Moraes, (16) Jeferson Souza e (8) Jeferson da Silva; (1) Wekisley Gomes, (17) Leandro de Oliveira, (4) Lucas da Silva, (20) Marcos de Souza, (6) Eder da Silva, (2) Wilson da Silva e (9) Leandro Ferreira. Técnico: Jeová Alves.

## Finais

### Play-Offs - 5º ao 8º
|  | Semifinais                          | Semifinais                          |   |                                     | Final                               | Final |  |
|  |                                     |                                     |   |                                     |                                     |       |  |
|  | 14 de agosto de 2015 - Miguelópolis |                                     |   |                                     |                                     |       |  |
|  | Los Abstêmios                       | 2                                   |   |                                     |                                     |       |  |
|  | Andes Talleres                      | 5                                   |   |                                     |                                     |       |  |
|  |                                     |                                     |   |                                     |                                     |       |  |
|  |                                     |                                     |   |                                     | 15 de agosto de 2015 - Miguelópolis |       |  |
|  |                                     |                                     |   |                                     | Andes Talleres                      | 4     |  |
|  |                                     | Sindpd                              | 0 |                                     |                                     |       |  |
|  |                                     |                                     |   |                                     |                                     |       |  |
|  |                                     |                                     |   |                                     |                                     |       |  |
|  |                                     |                                     |   |                                     | Sétimo lugar                        |       |  |
|  | 14 de agosto de 2015 - Miguelópolis | 14 de agosto de 2015 - Miguelópolis |   | 15 de agosto de 2015 - Miguelópolis | 15 de agosto de 2015 - Miguelópolis |       |  |
|  | Sindpd                              | 6                                   |   | Los Abstêmios                       | 3                                   |       |  |
|  | Jave                                | 2                                   |   |                                     | Jave                                | 5     |  |

| 14 de agosto de 2015 | Los Abstêmios | 2 - 5 | Andes Talleres | Ginásio Túlio Guitarrari Moreira - Miguelópolis |
| 16:00 h.             |               |       |                |                                                 |

Los Abstêmios: (19) Juan Urrutia, (11) Sebastian Barbazan, (9) Claudio Garcilazo, (2) Santiago Irigoite e (10) Paulo Batto; (1) Gonzalo Rosso, (3) Jorge Nunes, (4) Guillermo Moranti, (5) Juan Rosales, (6) Martin Montiel, (7) Richard Burgos e (8) Daniel Martinez. Técnico: Alvaro Polero.    
Andes Talleres: (1) Federico Pérez, (2) Martinez Rodrigo, (5) Garay Pablo, (6) Ghiotti Matías e (8) Paez Martín; (17) Giordanino Juan, (18) Rodrigues Pablo, (10) Villodas Juan, (11) Genesy Martin, (14) Pascual Marcos, (19) Ferro Leonel e (20) Luvello Ignacio. Técnico: Gabriel Roblego. 
| 14 de agosto de 2015 | Sindpd | 6 - 2 | Jave                                               | Ginásio Túlio Guitarrari Moreira - Miguelópolis |
| 17:30 h.             | Cesar Xavier 1' (1ºT) · Cesar Xavier 2' (1ºT) · Alex da Silva 3' (1ºT) · Julio Cesar Feitosa 4' (1ºT) · Julio Cesar Feitosa 6' (1ºT) · Alex da Silva 19' (2ºT) |       | Matias Santos 1' (1ºT) · Eduardo Alvarez 15' (1ºT) | Árbitro: Oscar Apai Kyju Matias Carjemel        |

Sindpd: (12) Marcelo Galo, (5) Julio Cesar Feitosa, (10) Alex da Silva, (15) Cesar Xavier  e (8) Edson Goda; (20) Rafael Miranda, (11) Ewerton Farias, (3) Cleber Keké, (4) Caio Cruz, (7) Fabrício Ramos , (13) Ederson Almeida e (9) Luiz Moura. Técnico: Edmilson Vidotto. 
Jave: (1) Agusto Santos, (6) Matias Santos, (13) Eduardo Alvarez, (10) Elio Hernandez Mincho e (14) Carlos Timm; (3) Camilo Ramires, (2) Sebastian Carrasco, (9) Bruno Leliz, (4) Juan Punales, (7) Fernando Correa, (12) Mauricio Mier e (8) Marcelo Correa. Técnico: Oscar Arada.   
| 15 de agosto de 2015 | Los Abstêmios                                                                 | 3 - 5 | Jave | Ginásio Túlio Guitarrari Moreira - Miguelópolis |
| 16:00 h.             | Santiago Irigoite 7' (1ºT) · Paulo Batto 18' (1ºT) · Daniel Martinez 3' (2ºT) |       | Camilo Ramires 11' (1ºT) · Camilo Ramires 4' (2ºT) · Bruno Leliz 10' (2ºT) · Matias Abella 14' (2ºT) · Camilo Ramires 19' (2ºT) | Árbitro: Concepcion Ayala Jorge Pa Gonzalez     |

Los Abstêmios: (1) Gonzalo Rosso, (5) Juan Rosales, (3) Jorge Nunes, (2) Santiago Irigoite e (10) Paulo Batto  ; (19) Juan Urrutia , (9) Claudio Garcilazo, (4) Guillermo Moranti, (11) Sebastian Barbazan, (6) Martin Montiel, (7) Richard Burgos e (8) Daniel Martinez. Técnico: Alvaro Polero.    
Jave: (1) Agusto Santos, (6) Matias Abella , (4) Juan Punales, (10) Elio Hernandez Mincho e (13) Eduardo Alvarez; (3) Camilo Ramires, (2) Sebastian Carrasco, (9) Bruno Leliz , (7) Fernando Correa, (8) Marcelo Correa , (12) Mauricio Mier e (14) Carlos Timm. Técnico: Oscar Arada.
| 15 de agosto de 2015. | Andes Talleres                                                                                     | 4 - 0 | Sindpd | Ginásio Túlio Guitarrari Moreira - Miguelópolis |
| 17:30 h.              | Federico Pérez 4' (1ºT) · Rodrigues Pablo 9' (2ºT) · Paez Martín 11' (2ºT) · Paez Martín 12' (2ºT) |       |        | Árbitro: Horácio da Silveira Willson Silva      |

Andes Talleres: (1) Federico Pérez, (2) Martinez Rodrigo, (5) Garay Pablo, (6) Ghiotti Matías e (8) Paez Martín; (17) Giordanino Juan, (18) Rodrigues Pablo , (10) Villodas Juan, (11) Genesy Martin, (14) Pascual Marcos, (19) Ferro Leonel e (20) Luvello Ignacio. Técnico: Gabriel Roblego. 
Sindpd: (5) Julio Cesar Feitosa, (10) Alex da Silva, (4) Caio Cruz, (15) Cesar Xavier  e (8) Edson Goda; (12) Marcelo Galo, (20) Rafael Miranda, (11) Ewerton Farias, (3) Cleber Keké, (7) Fabrício Ramos, (13) Ederson Almeida e (9) Luiz Moura. Técnico: Edmilson Vidotto.  

### Play-Offs - 1º ao 4º
|  | Semifinais                          | Semifinais                          |   |                                     | Final                               | Final |  |
|  |                                     |                                     |   |                                     |                                     |       |  |
|  | 14 de agosto de 2015 - Miguelópolis |                                     |   |                                     |                                     |       |  |
|  | Simón Bolivar                       | 6                                   |   |                                     |                                     |       |  |
|  | Unasur                              | 7                                   |   |                                     |                                     |       |  |
|  |                                     |                                     |   |                                     |                                     |       |  |
|  |                                     |                                     |   |                                     | 15 de agosto de 2015 - Miguelópolis |       |  |
|  |                                     |                                     |   |                                     | Unasur                              | 4     |  |
|  |                                     | Miguelópolis                        | 3 |                                     |                                     |       |  |
|  |                                     |                                     |   |                                     |                                     |       |  |
|  |                                     |                                     |   |                                     |                                     |       |  |
|  |                                     |                                     |   |                                     | Terceiro lugar                      |       |  |
|  | 14 de agosto de 2015 - Miguelópolis | 14 de agosto de 2015 - Miguelópolis |   | 15 de agosto de 2015 - Miguelópolis | 15 de agosto de 2015 - Miguelópolis |       |  |
|  | Magallanes                          | 1                                   |   | Simón Bolivar                       | 7                                   |       |  |
|  | Miguelópolis                        | 4                                   |   |                                     | Magallanes                          | 4     |  |

| 14 de agosto de 2015. | Simón Bolivar | 6 - 7 | Unasur | Ginásio Túlio Guitarrari Moreira - Miguelópolis |
| 19:00 h.              | Arnaldo Baez 2' (1ºT) · Arnold Vazquez 10' (1ºT) · Arnaldo Baez 16' (1ºT) · Cristian Azcona 18' (2ºT) · Cristian Azcona 18' (2ºT) · Jorge Martinez 19' (2ºT) |       | Alder Melgarejo 9' (1ºT) · Derlis Delgado 14' (1ºT) · Dario Herrera 2' (2ºT) · Dario Herrera 8' (2ºT) · Adan Roman 11' (2ºT) · Willians Pereira 16' (2ºT) · Derlis Delfino 17' (2ºT) | Árbitro: Horácio da Silveira Willson Silva      |

Simón Bolivar: (1) Cristian Garcete, (4) Andres Lopez, (6) Cristian Azcona , (7) Hugo Delgado  e (8) Arnaldo Baez; (9) Arnold Vazquez , (5) Ariel Zarate, (3) Ezequiel Lopez , (12) Ariel Fatecha , (10) Alexander Caceres, (2) Jorge Martinez e (11) Wilmer Pereira. Técnico: Saul Santander. 
Unasur: (1) Derlis Delgado , (2) Derlis Delfino , (5) Alder Melgarejo  , (10) Dario Herrera   e (11) Adan Roman  ; (8) Cristian Barrios, (12) Alejandro Rivarola, (15) Richard Martinetti, (7) Willians Pereira, (4) Ciro Martins, (6) Luis Silveira  e (9) Derlis Ruiz. Técnico: Carlos Riveros.  
| 14 de agosto de 2015 | Magallanes | 1 - 4 | Miguelópolis | Ginásio Túlio Guitarrari Moreira - Miguelópolis |
| 20:30 h.             |            |       |              |                                                 |

Magallanes: (1) Javier Ortega, (11) Mauricio Martinez, (7) Hugo Munoz, (5) Anibal Nunez e (15) Marcelo Sanchez; (20) Pedro Chavez, (4) Walter Hidalgo, (8) Dario Oarafioriti, (6) Juan Bareiro, (14) Natanael Silva, (9) Federico Martirena e (10) Victor Guala. Técnico: Alejandro Velazquez. 
Miguelópolis: (12) Lucas Barbosa, (3) Aricleiton Elias, (14) Wellyngton Moraes, (16) Jeferson Souza e (8) Jeferson da Silva; (1) Wekisley Gomes, (17) Leandro de Oliveira, (4) Lucas da Silva, (20) Marcos de Souza, (6) Eder da Silva, (2) Wilson da Silva e (9) Leandro Ferreira. Técnico: Dengo Ferreira.
| 15 de agosto de 2015 | Simón Bolivar | 7 - 4 | Magallanes | Ginásio Túlio Guitarrari Moreira - Miguelópolis |
| 19:00 h.             |               |       |            |                                                 |

Simón Bolivar: (1) Cristian Garcete, (4) Andres Lopez, (6) Cristian Azcona, (7) Hugo Delgado e (8) Arnaldo Baez; (9) Arnold Vazquez, (5) Ariel Zarate, (3) Ezequiel Lopez, (12) Ariel Fatecha, (10) Alexander Caceres, (2) Jorge Martinez e (11) Wilmer Pereira. Técnico: Saul Santander.
Magallanes: (1) Javier Ortega, (11) Mauricio Martinez, (7) Hugo Munoz, (5) Anibal Nunez e (15) Marcelo Sanchez; (20) Pedro Chavez, (4) Walter Hidalgo, (8) Dario Oarafioriti, (6) Juan Bareiro, (14) Natanael Silva, (9) Federico Martirena e (10) Victor Guala. Técnico: Alejandro Velazquez.  
| 15 de agosto de 2015. | Unasur | 4 - 3 | Miguelópolis                                                                      | Ginásio Túlio Guitarrari Moreira - Miguelópolis                 |
| 20:30 h.              | Willians Pereira 14' (1ºT) · Cristian Barrios 20' (1ºT) · Derlis Delfino 8' (2ºT) · Derlis Delgado 18' (2ºT) |       | Jeferson da Silva 1' (1ºT) · Jeferson Souza 7' (1ºT) · Leandro Ferreira 13' (2ºT) | Público: 2 000 pessoas Árbitro: Oscar Apai Kyju Matias Carjemel |

Unasur: (1) Derlis Delgado, (2) Derlis Delfino, (5) Alder Melgarejo, (10) Dario Herrera e (11) Adan Roman; (8) Cristian Barrios, (12) Alejandro Rivarola, (15) Richard Martinetti, (7) Willians Pereira, (4) Ciro Martins, (6) Luis Silveira e (9) Derlis Ruiz. Técnico: Carlos Riveros.
Miguelópolis: (12) Lucas Barbosa, (3) Aricleiton Elias, (14) Wellyngton Moraes, (16) Jeferson Souza e (8) Jeferson da Silva; (1) Wekisley Gomes, (17) Leandro de Oliveira, (4) Lucas da Silva, (20) Marcos de Souza, (6) Eder da Silva, (2) Wilson da Silva e (9) Leandro Ferreira. Técnico: Dengo Ferreira.   

### Classificação final
| Posição | Equipe         |
| ------- | -------------- |
| 1.      | Unasur         |
| 2.      | Miguelópolis   |
| 3.      | Simón Bolivar  |
| 4.      | Magallanes     |
| 5.      | Andes Talleres |
| 6.      | Sindpd         |
| 7.      | Jave           |
| 8.      | Los Abstêmios  |

| Campeonato Sul-Americano de Clubes de Futebol de Salão de 2015 |
| -------------------------------------------------------------- |
| Unasur 3º título                                               |